# Lycée La Martinière Monplaisir
Pour les articles homonymes, voir La Martinière et Martinière.
Le lycée La Martinière Monplaisir est un lycée public d'enseignement scientifique et technologique situé à Lyon dans le quartier Monplaisir.

## Historique
La Martinière de Lyon est créée en 1827 grâce au legs de Claude Martin. Le site historique est situé dans le quartier des Terreaux (palais Saint-Pierre, puis ancien couvent des Augustins ; La Martinière des Jeunes Filles construit dans les années 1900 sur la rue de Martinière). 
Malgré des agrandissements successifs, La Martinière Terreaux (actuel Lycée La Martinière Diderot) est à l'étroit dans ses locaux et s’étend en dehors du centre-ville après la Seconde Guerre mondiale : les filles sont transférées dans le tout nouveau quartier de La Duchère, l'actuel Lycée La Martinière Duchère, alors qu’en 1967, sur un ancien terrain industriel du 8e arrondissement de Lyon, est construit La Martinière Monplaisir, du nom du quartier qui l’accueille. 
Les trois Martinières lyonnaises deviennent indépendantes les unes des autres en 1978, même si les trois lycées entretiennent toujours de nos jours des relations privilégiées. 
Les locaux de La Martinière Monplaisir ont été rénovés dans les années 2000. La rénovation du complexe sportif a été réalisée durant l'année 2013.

## Enseignements proposés

### Enseignement Secondaire
Ce lycée propose comme enseignements d'exploration :
- sciences économiques et sociales ;
- principes fondamentaux de l'économie et de la gestion ;
- création et innovation technologiques ;
- sciences de l'ingénieur ;
- méthodes et pratiques scientifiques.

On peut y préparer : 
- un baccalauréat S (option  SI ou SVT[1] ; spécialité Maths ou Physique-chimie) ;
- un baccalauréat STI2D anciennement appelé STI (ITEC (Innovation Technologique et Éco-Conception), EE (Énergies et Environnement), AC (Architecture et Construction) et SIN (Système d'Information et Numérique).

### Enseignement Supérieur
La Martinière Monplaisir dispose de cinq STS (Section de Technicien Supérieur), qui permettent chacune de préparer, en deux ans, un BTS : 
- STS Bâtiment ;
- STS Études et Économie de la Construction ;
- STS Travaux Publics ;
- STS Géomètre-Topographe ;
- STS Fluides Énergies Environnement.

Le lycée dispose de cinq filières de CPGE scientifiques : 
- MPSI
- MP2I
- PCSI
- PTSI
- BCPST1

qui permettent en 2e année d'aller en (MP*/MP, MPI*/MPI, PC*/PC, PSI*/PSI, PT*/PT et BCPST2).

### Classement du Lycée
En 2018, le lycée se classe 12e sur 90 au niveau de son académie (3e meilleur lycée public) et 360e au niveau national, selon Le Figaro. Le classement s'établit sur plusieurs critères : le taux de réussite au bac, le taux de mentions au bac, la capacité à faire progresser les élèves et la capacité à garder les élèves.

### Concours général des lycées
Les élèves du lycée La Martinière Monplaisir sont régulièrement primés au concours général avec 9 lauréats nationaux (du 1er au 3e prix) depuis 2002.

### Classements des CPGE
Le classement national des classes préparatoires aux grandes écoles (CPGE) se fait en fonction du taux d'admission des élèves dans les grandes écoles. 
En 2025, L'Étudiant donnait le classement suivant pour les concours de 2024 :
| Filière | Élèves admis dans une grande école* | Taux d'admission* | Taux moyen sur 5 ans | Classement national | Évolution sur un an |
| --- | ----------------------------------- | ----------------- | -------------------- | ------------------- | ------------------- |
| MP / MP* | 38 / 80 élèves                      | 47,5 %            | 39 %                 | 26e sur 151         | 4                   |
| PC / PC* | 21 / 60 élèves                      | 35 %              | 33,3 %               | 33e sur 110         | 3                   |
| PSI / PSI* | 44 / 80 élèves                      | 55 %              | 51 %                 | 22e sur 127         | 6                   |
| PT / PT* | 49 / 79 élèves                      | 62 %              | 70,4 %               | 11e sur 69          | 2                   |
| BCPST | 8 / 37 élèves                       | 21,6 %            | 42,2 %               | 48e sur 54          | 1                   |
| Source : Classement 2025 des prépas - L'Étudiant (Concours de 2024). * le taux d'admission dépend des grandes écoles retenues par l'étude. En filières scientifiques, c'est un panier de 20 à 28 écoles d'ingénieurs qui a été retenu par L'Étudiant selon la filière (MP, PC, PSI, PT ou BCPST). |                                     |                   |                      |                     |                     |

## Internat et infrastructures
Le lycée dispose d'un internat rénové en 2007, d'environ 450 étudiants, accueillant des élèves du Secondaire comme du Supérieur.
Par ailleurs, le lycée possède plusieurs infrastructures sportives telles qu’un terrain de football en gazon synthétique, un city-stade, un terrain de lancer de poids et un gymnase contenant un terrain modulable, un mur d'escalade haut de 8 mètres et une salle de musculation, à disposition dans l'enceinte du lycée.
Une salle de restauration permet d'assurer les repas le matin, midi et soir au sein du lycée.

## Vie associative
Le lycée propose une vie associative. Il existe une Maison des Lycéens (MDL) dirigée par les élèves qui gère une vingtaine de clubs et organise un Festival de cinéma annuel pour les étudiants, le Festival Luciole. 

## Anciens élèves
Les élèves de La Martinière désignent affectivement leur lycée comme La Martin, d'où la dénomination pour les élèves de "Martins".